# Første kongres i Rastatt
På den første kongres i Rastatt (1713-1714) forhandlede Frankrig og Østrig med det formål at ende den Spanske Arvefølgekrig.
Forhandlingerne startede i november 1713 og fredstraktaten blev signeret den 7. marts 1714.
| Historie | Spire Denne historieartikel er en spire som bør udbygges. Du er velkommen til at hjælpe Wikipedia ved at udvide den. |